# アントワーヌ・ヌゴッサン
ジャン＝エティエンヌ・アントワーヌ・ヌゴッサン （Jean-Etienne Antoine N'Gossan、1990年11月30日 - ）は、コートジボワール出身のサッカー選手。ポジションはミッドフィールダーとディフェンダー。コートジボワールのサッカークラブASECミモザ所属。アントアン・ヌゴサンの表記もみられる。
2008年の北京オリンピック・サッカー代表に当時17歳ながら選ばれた。彼より若いのは1歳年下のゴールキーパーのクリスティアン・ファブリス・オクアのみであった。予選ではチームが4トップの形をとることがあり、その際にはフォワードとして攻撃に参加した。2008年のトゥーロン国際大会にも代表に選ばれており、チームも3位の記録を収めた。

## 所属クラブ
- ASECミモザ 2007-2009
- チャールトン・アスレティックFC 2009-2011

→ ASECミモザ 2009
→ SVズルテ・ワレヘム 2010
→ ASECミモザ 2010
- ASECミモザ 2011
- ソシエテ・オムニスポルト・ドゥ・ラルメ 2012-